# Juventude Unida Revolucionária de Angola
A Juventude Unida Revolucionária de Angola (JURA) é a ala jovem do principal partido da oposição de Angola, a União Nacional para a Independência Total de Angola (UNITA).
Foi fundada no dia 28 de outubro de 1974, tendo como objectivo principal mover a massa juvenil a participar activamente no processo de independência de Angola e garantir a manutenção saudável do partido. Teve como primeiro presidente o então membro da liderança e sobrinho do fundador do partido Elias Salupeto Pena.

## História

### Fundação
A JURA foi fundada no dia 28 de outubro de 1974 na localidade de Úria, na província do Moxico, pelo fundador e então lider da UNITA, Jonas Savimbi, sob pretexto de garantir a manutenção do partido, de modo a manter o projecto funcional de forma duradoura, proporcionando mais experiência aos jovens, tornando-os mais competentes a assumirem responsabilidades maiores.
Tem como data comemorativa o dia 18 de julho, registrada como dia Nacional da JURA em homenagem ao então jovem comandante David Samwimbila Chingunji, que morreu neste dia, no ano 1970, supostamente em combate contra tropas portuguesas. Samwimbila Chingunji foi, assim, consagrado patrono da JURA por ocasião da Iª Conferência Nacional.
Elias Salupeto Pena foi o primeiro dirigente da organização, tendo sido escolhido apôs a primeira conferência, dirigindo a organização durante o ano de 1975. Posteriormente, seguiram-se outras conferências e várias personalidades dirigiram a organização.

### Secretários
Segundo o estatuto da organização aprovado no IV Congresso, no seu artigo 29º, a JURA organiza-se a nível nacional, provincial, municipal, comunal, de base e noutros que o partido definir. O lider máximo é o Secretário Nacional, que é eleito através de um congresso coordenado pela Comissão de Mandatos vigente. Entretanto, a priori realizam-se conferências provincias para eleger delegados e membros do Comité Nacional. Posteriomente é organizado o conclave onde é dado vencedor o candidato com maior número de votos, feito pelos delegados.

#### Lista de Secretários da JURA
Os Secretários da JURA desde 1974 foram:
1. Elias Salupeto Pena – 1974 a 1975;[2]
2. Eugénio Manuvakola – 1975 a 1977;[7][8]
3. Oliveira Ngolo – 1977 a 1978;
4. João Elavoko Nhamauti – 1978;
5. Paulo Lukamba Gato – 1978 a 1979;[9]
6. João Evangelista Zito Calhas – 1979;[10]
7. Marcial Adriano Dachala – 1986 a 1988;
8. Armindo Cassessa – 1988 a 1989;
9. Chipindo Bonga – 1991 a 1993;
10. Américo Kolonha – 1993 a 1995;
11. Álvaro Chicuamanga Daniel – 1995;
12. Justino Cossende – 1998 a 2002;
13. Liberty Chiyaka – 2005 a 2010;
14. Fuka Fuakaka Muzemba – 2010 a 2014;
15. Ali Mango – 2014 a 2018;
16. Agostinho Kamuango – 2018 a 2023;
17. Nelito Ekuikui – 2023 até o presente.